# Enrique Morán
Enrique Morán Blanco (Pola de Lena, Asturias, España, 15 de octubre de 1953) es un exfutbolista español que jugaba como delantero. Fue internacional con la selección española y jugó en diversos equipos de Primera División durante los años setenta y ochenta.

## Trayectoria
Enrique Morán debutó en Primera División con el Real Sporting de Gijón en la temporada 1973-74, procedente del C. D. Ensidesa, aunque su incorporación definitiva al primer equipo no se produjo hasta la temporada 1976-77, en la que contó con la confianza de su entrenador Vicente Miera, colaborando activamente en el campeonato de Segunda División y el pertinente ascenso a la máxima categoría. En 1979 fue traspasado al Real Betis Balompié, donde logró su mejor racha goleadora, consiguiendo treinta tantos en las dos temporadas que permaneció. Sus excelentes temporadas con el Betis, provocaron su fichaje por el F. C. Barcelona, equipo con el que logró ganar una Copa del Rey, una Copa de la Liga y una Recopa de Europa. Posteriormente, jugó en el Club Atlético de Madrid y en el Talavera C. F.

## Selección nacional
Fue internacional con la selección de fútbol de España en cinco ocasiones.

## Clubes
| Club                    | País   | Año       |
| ----------------------- | ------ | --------- |
| C. D. Ensidesa          | España | 1972-1973 |
| C. D. Gijón             | España | 1973-1976 |
| Real Sporting de Gijón  | España | 1976-1979 |
| Real Betis Balompié     | España | 1979-1981 |
| F. C. Barcelona         | España | 1981-1984 |
| Club Atlético de Madrid | España | 1984-1985 |
| Talavera C. F.          | España | 1985-1986 |

## Palmarés

### Campeonatos nacionales
| Título          | Club                    | País   | Año  |
| --------------- | ----------------------- | ------ | ---- |
| Copa del Rey    | F. C. Barcelona         | España | 1983 |
| Copa de la Liga | F. C. Barcelona         | España | 1983 |
| Copa del Rey    | Club Atlético de Madrid | España | 1985 |

### Copas internacionales
| Título           | Club            | País               | Año  |
| ---------------- | --------------- | ------------------ | ---- |
| Recopa de Europa | F. C. Barcelona | Barcelona (España) | 1982 |